# Хасимото, Соити
Соити Хасимото (яп. 橋本壮市; род. 24 августа 1991) — японский дзюдоист, третий дан, бронзовый призёр летних Олимпийских игр 2024 года, чемпион мира. Чемпион Азии по дзюдо 2016 года. Чемпион Японии 2022 года.

## Биография
В сезоне 2015-2016 годов он выиграл чемпионат Японии по дзюдо, чемпионат Азии и турнир в Гвадалахаре. Он не участвует в Олимпийских играх в Рио-де-Жанейро, так как в этой весовой категории Японию представлял Сёхэй Оно.
Очень хорошо складывается 2016-2017 год, выиграв подряд на турнире Большого шлема в Токио, Турнир Большого шлема в Париже, в чемпионате All-Japan Judo, и  наконец, чемпионат мира в 2017 году в Будапеште.
На чемпионате мира 2017 года в Будапеште он побеждает всех своих соперников и завоевывает золотую медаль. В составе команды Японии также побеждает на мировом первенстве.
На чемпионате мира 2018 года в Баку, в финале в весовой категории до 73 кг, он уступает чемпиону корейскому дзюдоисту, и завоевывает серебряную медаль. В составе команды Японии добивается титула чемпиона мира.
На предолимпийском чемпионате мира 2021 года, который проходил в Будапеште в Венгрии завоевал бронзовую медаль в весовой категории до 73 кг, победив в схватке за третье место азербайджанского спортсмена Хидаята Гейдарова.
В мае 2023 года, в столице Катаре, на чемпионате мира, японский дзюдоист в весовой категории до 73 кг стал обладателем бронзовой медали, в поединке за третье место победил спортсмена из Азербайджана Хидаята Гейдарова.
На летних Олимпийских играх 2024 года в Париже Соити завоевал бронзовую медаль, одолев в схватке за третье место косоварского спортсмена Акила Гякова.